# Elo Wilhelm Sambo
Elo Wilhelm Sambo (* 1. April 1885 als Elo Sambo in Jaunde in der deutschen Kolonie Kamerun; † 12. Juli 1933 in Köln) war ein deutsch-kamerunischer Militärmusiker.

## Leben

### Kindheit
Elo Sambo wurde 1885 in Kamerun geboren. 1891 brachte der Rittmeister Stolzenberg den sechs Jahre alten Waisen nach Deutschland. In Potsdam wurde er in einem Militär-Waisenhaus erzogen und zum Pferdeknecht ausgebildet. Dort wurde er Patenkind des deutschen Kaisers Wilhelm II. und erhielt deshalb den zweiten Vornamen „Wilhelm“.

### Militärische Laufbahn
Als Freiwilliger trat er am 1. Oktober 1905 für zwei Jahre in die 4. Kompanie des Eisenbahner-Regiments Nr. 1 ein.
Nach seinem Dienst wechselte er am 28. September 1907 zur Leib-Eskadron des Leib-Garde-Husaren-Regiments. Dort wurde er zum Kesselpauker ausgebildet und Nachfolger des Kesselpaukers Arara, der ebenfalls afrikanischer Herkunft war.
Im Ersten Weltkrieg kämpfte Sambo an verschiedenen Fronten, 1914 in Ostpreußen, 1916 vor Verdun und zuletzt mit der Osmanischen Armee in Palästina, wo er 1918 in englische Kriegsgefangenschaft geriet. Bei seinen Kampfeinsätzen wurde er mehrfach verwundet.
Nach seiner Rückkehr nach Deutschland diente er ab 1920 in Potsdam als Kesselpauker mit dem Dienstgrad eines Vize-Wachtmeisters beim Reiterregiment Nr. 4, das in Form der Garde-Kavallerie geführt wurde.
1923 wurde Sambo nach 18 Jahren Dienst aus der Armee entlassen.

### Zeit nach dem Militärdienst
Nach seiner Entlassung aus der Armee arbeitete Sambo zunächst als Fremdenführer in den Schlössern von Potsdam. Danach zog er nach Münster und arbeitete als Kaffeekoch im Nobelrestaurant seines alten Kameraden Albin Middendorf auf dem Prinzipalmarkt. Prinz Eitel Friedrich von Preußen, der Sohn seines Patenonkels, besuchte ihn dort. Im Auftrag Middendorfs malte der Künstler Fritz Grotemeyer 1927 ein Reiterbild Sambos, das im Restaurant aufgehängt wurde. 2012 wurde dieses Bild vom Militärhistorischen Museum der Bundeswehr in Dresden erworben.
Schließlich zog Sambo nach Köln. Die Quellen geben unterschiedliche Gründe dafür an: Entweder wurde er von alten rheinischen Kameraden des ehemaligen Leib-Garde-Husaren-Regiments nach Köln geholt – oder er hatte sich in eine Rheinländerin verliebt.
Sambo nahm aktiv am Kölner Karneval teil. Als Mitglied einer der ältesten Karnevalsgesellschaften Blaue Funken, die traditionell den Rosenmontagszug eröffnen, ritt er bis zuletzt mit der Kapelle an der Spitze des Rosenmontagszugs. Dadurch war er in Köln bekannt und beliebt, insbesondere bei Kindern.

### Tod
Sambo starb 1933 im Alter von 48 Jahren in einem Kölner Krankenhaus. Er wohnte zuletzt in der Kölner Südstadt, Am Duffesbach 6, und war nicht verheiratet. Seine feierliche Beisetzung auf dem Kölner Südfriedhof erfolgte unter Teilnahme der Leib-Garde-Husaren, Regimentsvereine und Kriegervereine. Aus dem niederländischen Exil schickte der abgedankte Kaiser Wilhelm II. einen Kranz für das Grab seines Patenkindes. Die Grabstätte existiert nicht mehr.

## Orden und Auszeichnungen
Für seinen Einsatz im Ersten Weltkrieg wurde Sambo mit dem Verwundetenabzeichen und dem Eisernen Kreuz 2. Klasse ausgezeichnet.